# Ashrel
Ashrel est une bande dessinée se déroulant dans un univers médiéval-fantastique par la scénariste, coloriste et dessinatrice Valp.

## Synopsis
Pahn, jeune palefrenier fuyant le royaume d'Orwany, rencontre Ashrel, poursuivi par des villageois en colère après qu'il a malencontreusement ramené à la vie le cadavre du patron de l'auberge où il travaillait. Pahn implore Ashrel pour qu'il l'emmène à la maison de son oncle, Bob, une étrange créature verte.
Pendant ce temps Chandras, cheffe militaire de la reine, l'informe de la fuite du palefrenier avec son cheval. La reine lui annonce alors que le palefrenier n'en est pas un, car Pahn est en réalité la princesse du royaume qui a fui un mariage forcé. La reine ordonne à Chandras de retrouver sa fille et nièce (car Chandras est la sœur cadette de la reine).

## Publication
Initialement, Ashrel était prévu en trois tomes, mais Valp a annoncé son intention de réaliser quatre tomes. La série est parue aux éditions Delcourt.
- 1 Dragon, Delcourt,  (ISBN 978-2-7560-0729-8), mai 2009
Scénario, dessin et couleurs : Valp
- 2 Wesconda, Delcourt,  (ISBN 978-2-7560-1803-4), août 2010
Scénario, dessin et couleurs : Valp[2]
- 3 Tanatis, Delcourt,  (ISBN 978-2-7560-1804-1), septembre 2011
Scénario, dessin et couleurs : Valp
- 4 Le cercle noir, Delcourt,  (ISBN 978-2-7560-3067-8), septembre 2012
Scénario, dessin et couleurs : Valp[3]